# Hlatky László
Hlatky László (Budapest, 1911. március 7. – Budapest, 1982. november 9.) magyar színész, színházigazgató.

## Életpályája
Nemesi családból származott, felmenői a rétalapi Hlatkyak voltak. 1928-ban érettségizett. A színiiskola akkori igazgatója, Sebestyén Károly kívánságára nevét Herczeg Lászlóra „magyarosították”. 1931-ben végezte el az Országos Magyar Színművészeti Akadémiát, oklevelére a Herczeg (Hlatky) László nevet írták. Békeffi László Pódium Kabaréjába szerződött. 1934-ben a Király Színház tagja, majd az Országjáró Kamaraszínház vezető művésze lett, amelynek alapítója volt. A kamaraszínház színészei mind az elcsatolt területről érkeztek. 1939-től 1942-ig a debreceni Csokonai Színház tagja, 1942 és 1943 között pedig a Pécsi Nemzeti Színház igazgatója volt. 1945 után ismét saját nevét, a Hlatkyt használta. A háború után rövid ideig a Pódium Kabaré gazdasági igazgatója volt. Ezt követően a Vígszínház illetve az utód Magyar Néphadsereg Színháza szerződtette. 1955-től haláláig a Vidám Színpad tagja volt. Ő örökölte Komlós Vilmostól Sajó szerepét.

## Színpadi szerepei
- Molière
  - Gömböc úr....Második tudós orvos
  - Tartuffe....Lojális úr, törvényszolga
- Edmond Rostand: Cyrano de Bergerac....Ragueneau
- Eugène Labiche: Helénke boldog....Vézinet
- Luigi Pirandello: Velencei kékszakáll....Magnasco
- Pierre-Augustin Caron de Beaumarchais: A sevillai borbély, avagy a hiábavaló elővigyázat....Bartolo, orvos
- Valentyin Petrovics Katajev: Bolond vasárnap....Bujkalov
- Dosztojevszkij - Szántó Armand - Szécsén Mihály: Két férfi az ágy alatt....Demjanovics
- Ion Luca Caragiale: Éjszaka Dumitrache főnök úr házában....Dumitrache
- Heinar Kipphardt: Shakespeare kerestetik....Schnell
- Sică Alexandrescu: Egy este az Union parkban....Gonoszszívű Dumitrache
- Anatolij Szurov: Vadnyugat....Pooly
- Alekszandr Boriszovics Raszkin - Morisz Romanovics Szlobodszkij: Filmcsillag....Vaszilij Bubencov
- Borisz Andrejevics Lavrenyov: Leszámolás....Milicin ellentengernagy
- Nyikolaj Mihajlovics Gyakonov: Házasság hozománnyal....Szemjon Pirogov
- Bencsik Imre: Kutyakomédia....Zahora
- Csiky Gergely: Ingyenélők....Timót Pál
- Csizmarek Mátyás: Nem élünk kolostorban....Ács
- Dobozy Imre - Boross Elemér: Váci utca....Toporczi
- Fejér István: Folytassa Hacsek....Sajó
- Feleki László: Jó éjszakát felnőttek, a Holdban vagytok már?....Színész; Professzor; Szerző
- Huszka Jenő: Mária főhadnagy....Biccentő
- Kacsóh Pongrác: János vitéz....Bartolo, tudós
- Kisfaludy Károly: Csalódások....Mokányi, földesúr
- Kolozsvári Grandpierre Emil
  - A kalózkisasszony....Osztopáni
  - Topaze....Muche, igazgató úr
- Mikszáth Kálmán - Örkény István - Gyárfás Miklós: Különös házasság....Marsalko, kanonok
- Molnár Ferenc
  - A doktor úr...Cseresnyés
  - A vacsora....Detektiv
- Nagy Endre: A miniszterelnök....Miniszterelnök
- Rejtő Jenő: Tulipán....King úr, a gyorsfényképész
- Sándor Kálmán: A harag napja....Varjagos Antal
- Szinetár György
  - Fogad 3-tól 5-ig....Sarkantyús János
  - Susmus....Baranyi Bálint
- Tabi László: Fel a kezekkel....Roberts
- Tamási Áron: Elemi csapás....Biztosítási ügynök
- Tóth Miklós: Párizsban szép a nyár....Zsiga bácsi
- Urbán Ernő
  - A nagy baklövés....H. Bangha Titusz, ny. kir. közjegyző, takarítónői státuszban
  - Gál Anna diadala....Mihály
- Vajda Albert - Kovács Dénes: Torkig vagyok a szerelemmel....Menyhárt, osztályvezető

## Filmjei

### Játékfilmek
- A pénz beszél  (1940)
- Szabóné  (1949)
- Lúdas Matyi  (1949)
- Gyarmat a föld alatt  (1951)
- A selejt bosszúja  (1951)
- Tűzkeresztség  (1952)
- Civil a pályán  (1952)
- Ütközet békében  (1952)
- A harag napja  (1953)
- Állami Áruház  (1953)
- Én és a nagyapám  (1954)
- Különös ismertetőjel  (1955)
- A 9-es kórterem  (1955)
- A csodacsatár  (1956)
- Dollárpapa  (1956)
- Keserű igazság  (1956)
- Mese a 12 találatról  (1956)
- Szakadék  (1956)
- A császár parancsára  (1957)
- A tettes ismeretlen  (1957)
- Csendes otthon  (1957)
- Gerolsteini kaland  (1957)
- Micsoda éjszaka!  (1958)
- Szegény gazdagok  (1959)
- Felfelé a lejtőn  (1959)
- Álmatlan évek  (1959)
- Bogáncs  (1959)
- Játék a szerelemmel  (1959)
- Szerelem csütörtök  (1959)
- Szombattól hétfőig  (1959)
- Szemed a pályán!  (1959)
- Jó utat, autóbusz  (1961)
- Sínek között  (1962)
- Áprilisi riadó  (1962)
- Házasságból elégséges  (1962)
- Az aranyember  (1962)
- A szélhámosnő  (1963)
- Ha egyszer húsz év múlva  (1964)
- Nem várok holnapig…  (1967)
- Ripacsok  (1981)

### Tévéfilmek
- Veréb utcai csata (1959)
- Rab Ráby (1964)
- Én, Strasznov Ignác, a szélhámos (1966)
- Szende szélhámosok (1968)
- Aranyborjú (1974)

## Magyar Rádió
- Kemény Egon - Gál György Sándor - Erdődy János: „Komáromi farsang” (1957) Daljáték 2 részben Csokonai Vitéz Mihály – Ilosfalvy Róbert, Zenthe Ferenc, Lilla – Házy Erzsébet, Korompai Vali, Deák Sándor, Gönczöl János, Berky Lili, Bilicsi Tivadar, Szabó Ernő, Hajós Gáspár - Hlatky László, Fekete Pál, Lehoczky Éva, Völcsey Rózsi, Gózón Gyula, Rózsahegyi Kálmán  A Magyar Rádió Szimfonikus Zenekarát Lehel György vezényelte Zenei rendező: Ruitner Sándor  Rendező: László Endre
- Verseghy Ferenc: Kaczaifalvy (1951)
- Vészi Endre: A vashuta emberei (1952)
- Bohumilova Silova: Emberek papírból (1953)
- Vajko: Gyorsfénykép - Vidám balatoni utazás (1953)
- Hajdú Júlia: Ki a ludas? (1954)
- Anatole France: Crainquebille (1955)
- Manzari, Nicola: A holtak nem fizetnek adót (1961)
- Mikszáth Kálmán: Kozsibrovszky üzletet köt (1961)
- Eich, Günter: Allahnak 100 neve van (1963)
- Egner, Thorbjorn: Három rabló (1964)
- Zaid Habukki: A csodatevő mágus (1968)
- Dahl-Lundberg: A lyukasztós bérlet (1974)
- Csiky Gergely: Az udvari kalap (1975)

## Diszkográfia
- Kemény Egon – Gál György Sándor – Erdődy János: Komáromi farsang (1959, rádiódaljáték, Magyar Rádió), 2019 Breaston & Lynch Média CD dupla-album

## Kép és hang
- Hacsek és Sajó